# Vitrac (Dordoña)
 Vitrac  es una población y comuna francesa, situada en la región de Aquitania, departamento de Dordoña, en el distrito de Sarlat-la-Canéda y cantón de Sarlat-la-Canéda.

## Demografía
| 570 | 550 | 622 | 631 | 743 | 767 |
| Para los censos de 1962 a 1999 la población legal corresponde a la población sin duplicidades (Fuente: INSEE [Consultar]) |     |     |     |     |     |